# Armata automatyczna Mk 44/S Bushmaster II

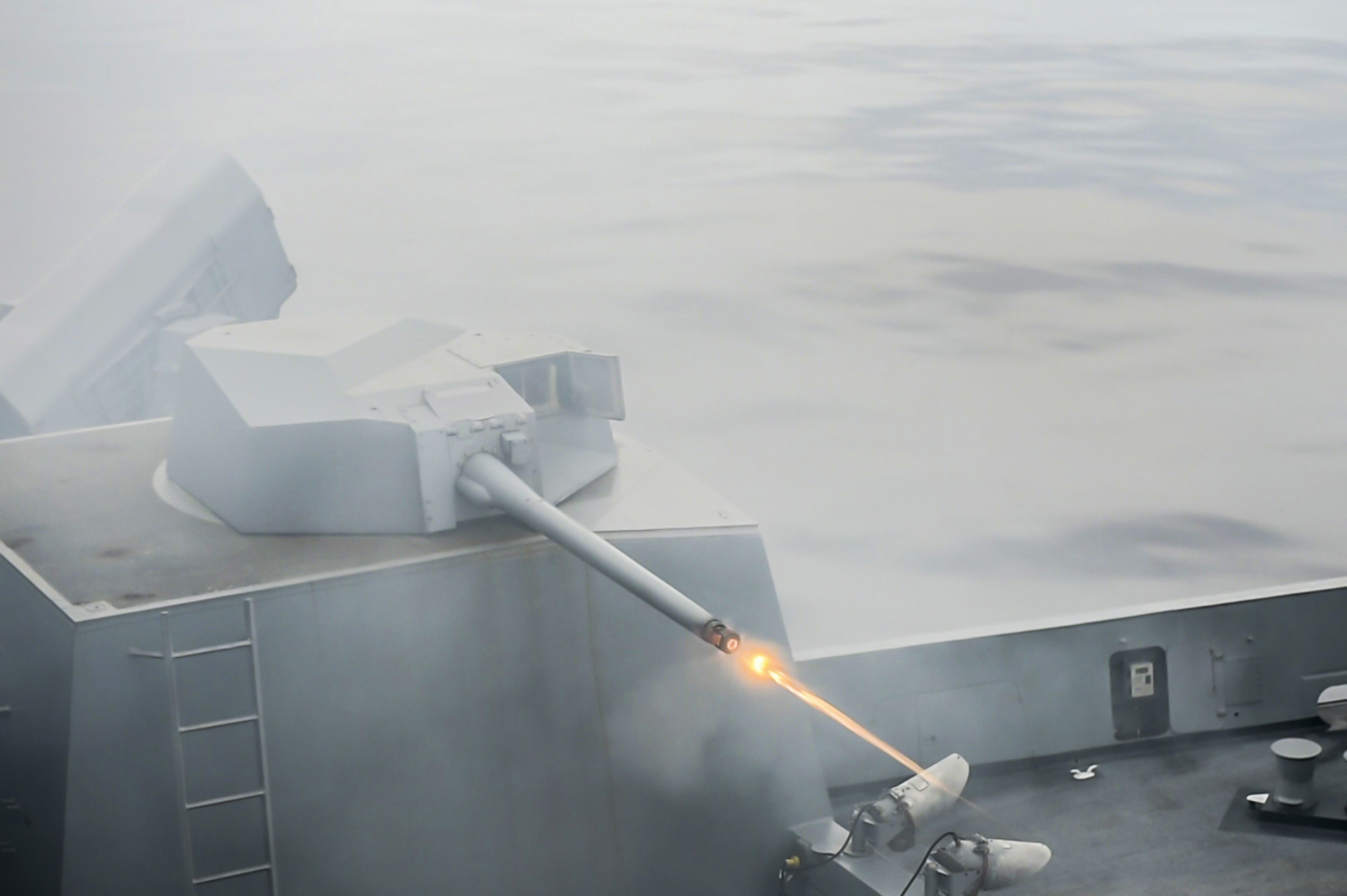
Mk 46 Mod 2 GWS na pokładzie okrętu transportowego desantowego klasy San Antonio, USS „Green Bay, 2016 rok.

Armata opracowana przez firmę ATK (obecnie Northrop Grumman) – armata automatyczna kalibru 30 mm opracowana przez Alliant Techsystems i produkowana przez Northrop Grumman Corporation. Opracowana na bazie armaty 25 mm M242 Bushmaster, jest kompatybilna z tą ostatnią pod względem komponentów w 70%, zapewniając przy tym o 50% większą siłę ognia przy kalibrze zwiększonym o 20%.

## Dane techniczno-taktyczne
Armata ma 3405 mm długości (w tym 2410 mm to długość samej lufy), 340 mm szerokości i 382 mm wysokości. Masa armaty wynosi 160 kg, szybkostrzelność teoretyczna 200 strz./min, a skuteczny zasięg to 3000 m (w przypadku wersji morskiej 5100 m)
Jest zasilana różnymi typami amunicji 30 mm × 173 m.in. z nabojem przeciwpancernym API, odłamkowo-burzącym HEI i podkalibrowym z rdzeniem wolframowym stabilizowanym brzechwowo ze smugaczem APFSDS-T. Armata może strzelać także amunicją programowaną typu ABM (Air Burst Munition), oraz typu AHEAD. Zasilana (ładowana) dwustronnie.
W krótkim czasie może zostać przekonwertowana do kalibru 40 mm. Zmianę można przeprowadzić nawet w warunkach polowych, wystarczy jedynie wymiana lufy, zamka, podajnika i systemu dosyłania amunicji. W elektronicznym systemie kierowania ogniem również przewidziano taką możliwość. Wymiana lufy i kilku innych podzespołów zajmuje około godziny i pozwala istotnie zwiększyć siłę ognia, dzięki zastosowaniu amunicji tzw. Super Forty 40 × 180 mm, w stosunku do 30 × 173 mm.

## Zastosowanie
Bushmaster II Mk 44/S, jest m.in. główną bronią polskiego bojowego wozu piechoty BWP Borsuk i polskiego transportera opancerzonego KTO Rosomak, w zdalnie sterowanych systemach wieżowych kal. 30 mm (ZSSW-30). W wersji kalibru 40 mm, jest przewidziana do zastosowania w polskim ciężkim wozie bojowym produkcji HSW.
Według części publikacji, Huta Stalowa Wola posiada prawa do produkcji i serwisowania armat nabyte w ramach umowy offsetowej z Raytheon (obejmującej również zobowiązania Northrop Grumman w ramach programu wojskowego Wisła). Informacja ta jednak nie została w oficjalny sposób potwierdzona i jej prawdziwość jest kwestionowana.

## Amunicja

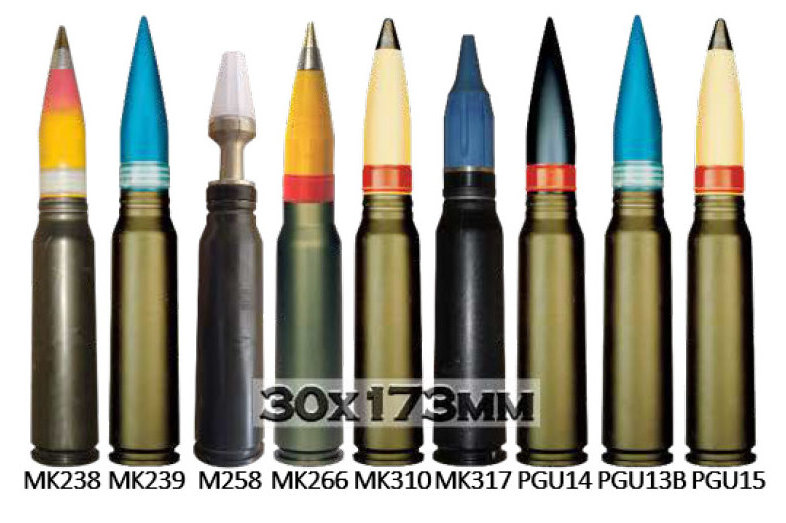
Rodzaje amunicji 30 × 173 mm

Można stosować wszystkie główne typy standardowej amunicji 30 × 173 mm produkowane zgodnie ze standardem NATO.
| K238     | High Explosive Incendiary-Tracer (HEI-T)                           |
| MK239    | Target Practice Traced (TP-T)                                      |
| MK258    | Armor Piercing, Fin Stabilized, Discarding Sabot-Tracer (APFSDS-T) |
| MK264    | Multi Purpose Low Drag-Tracer(MPLD-T)                              |
| MK266    | High Explosive Incendiary-Tracer (HEI-T)                           |
| MK310    | Programmable Air Burst Munition-Tracer (PABM-T)                    |
| MK317    | Target Practice Discarding Sabot-Tracer (TPDS-T)                   |
| PGU14/B  | Armor Piercing Incendiary (API)                                    |
| PGU13D/B | High Explosive Incendiary (HEI)                                    |
| PGU15A/B | Target Practice (TP)                                               |